# Nijemci
Nijemci est un village et une municipalité située dans le comitat de Vukovar-Syrmie, en Croatie. Au recensement de 2001, la municipalité comptait 5 998 habitants, dont 88,53 % de Croates et 10,12 % de Serbes ; le village seul comptait 1 905 habitants.

## Localités
La municipalité de Nijemci compte 8 localités :
| - Apševci - Banovci - Donje Novo Selo - Đeletovci | - Lipovac - Nijemci - Podgrađe - Vinkovački Banovci |